# ليجا
ليجا أو ليجه (بالكردية: Licê) هي بلدة كردية في محافظة ديار بكر في تركيا وتقع تحديدًا على بعد 90 كم من مدينة ديار بكر. بلغ عدد سكانها 9644 نسمة في عام 2010.

## التاريخ
كانت قلعة آتاق الكردية (بالكردية: Ataq) تقع بالقرب من موقع بلدة ليجه الحديثة.
دخل الفيلق الخامس للجيش التركي البلدة وأخذوها كمقر خلال ثورة الشيخ سعيد في عام 1925 وكانت ليجه نقطة محورية في بداية الثورة. تمكنت القوات الموالية للشيخ سعيد الاستيلاء على البلدة في 20 فبراير وكانتقام من دعم قبيلة الزركي الكردية لثورة الشيخ سعيد قام الجيش التركي بهدم قرى چايلرباشي وقورلو وآلاطاش وماطبور وچاغليان وقتل سكانها. أفيد بأن قوات الرائد التركي علي حيدر قد قضت على غالبية الشيوخ.
ضرب ليجه زلزال بلغت قوته 6.7 درجات في 6 سبتمبر عام 1975 وأدى لمقتل حوالي 1500 شخص في البلدة وفقا للعمدة.
تأسس حزب العمال الكردستاني في 27 نوفمبر عام 1978 في قرية فيس في منطقة ليجه.
وقعت مذبحة ليجه التي هدم خلالها الجيش التركي أجزاء كبيرة من البلدة انتقامًا من مقتل ضابط جاندارما في الفترة من 20 إلى 23 أكتوبر 1993.